# Cornelius Gerhardus van Rooyen
Cornelius Gerhardus van Rooyen (11 de abril de 1938 – 15 de janeiro de 1990), mais conhecido como Gert van Rooyen, foi um pedófilo e assassino em série sul-africano que sequestrou, abusou sexualmente e assassinou pelo menos seis meninas entre 1988 e 1989. Ele contou com a ajuda de uma cúmplice, sua amante Joey Haarhoff. No início de 1990, quando foi prestes a ser preso após a fuga de sua mais recente vítima de sequestro, Van Rooyen matou Haarhoff e a si próprio em um homicídio-suicídio. Apesar das evidências posteriores contra eles, o casal nunca foi formalmente condenado devido às suas mortes, e os corpos de suas supostas vítimas nunca foram encontrados.

## Biografia
Cornelius Gerhardus van Rooyen, comumente conhecido pelos apelidos "Gert" e "Bokkie", nasceu na África do Sul em 11 de abril de 1938. Supõe-se que ele tenha sido o único autor dos assassinatos, embora nem a Polícia Sul-Africana nem sua organização sucessora pós-apartheid, o Serviço de Polícia da África do Sul, tenham realizado investigações completas e conclusivas desde seu suicídio. Acredita-se frequentemente que Van Rooyen fazia parte de um grupo de pedófilos, mas isso nunca foi totalmente apurado.
Diversos relatos sobre o paradeiro de suas vítimas não foram investigados, deixando suas famílias sem respostas.

## Histórico criminal
Os primeiros crimes de Gert van Rooyen envolveram vários furtos. Em 1954, ele foi enviado a um reformatório após furtar um carro que dirigiu de Cidade do Cabo a Pretória para visitar sua mãe, que agonizava. Em 1960, foi condenado por roubar peças de automóvel e roupas. Van Rooyen casou-se e teve seis filhos: Anne Marie, Judith, Hannes, Flippie, Gerhard e Adriaan, ganhando a vida de forma legítima ao administrar um negócio de construção civil com seus irmãos.
Em 1979, Van Rooyen sequestrou duas meninas, de 10 e 13 anos, levando-as à barragem de Hartbeespoort perto de Pretória. Lá, ele as agrediu, ordenou que tirassem as roupas e as molestou sexualmente. No dia seguinte, libertou-as em Pretória e foi preso, sendo condenado a quatro anos de prisão por sequestro, abuso sexual e agressão comum, cumprindo três anos antes de ser liberado.
Em agosto de 1983, divorciou-se de sua esposa Aletta. Em 1988, Van Rooyen começou a namorar a divorciada Francina Johanna ("Joey") Hermina Haarhoff, que se tornou sua suposta cúmplice, e o casal passou férias em Bela Bela e Umdloti, na costa de KwaZulu Natal. Acredita-se que algumas vítimas possam ter sido enterradas nas praias de KZN, pois as datas correspondem a períodos de férias.

## Possíveis vítimas
Van Rooyen supostamente usava Haarhoff para atrair meninas. Orfanatos relataram que ela ligava solicitando levar garotas para passar fins de semana e férias. O casal tentou apadrinhar crianças, mas o pedido foi negado. No fim de 1989, uma jovem de 14 anos de um orfanato no Estado Livre de Orange passou o Natal com o casal.
- Em 1º de agosto de 1988, Tracy-Lee Scott-Crossley, de 14 anos, de Randburg perto de Joanesburgo, desapareceu após entrar em um Fusca fora de um shopping em Cresta.[3] Seu irmão, Mark, que havia recusado ir às compras com ela, sentiu-se profundamente culpado e traumatizado. Mais tarde, foi condenado por matar um trabalhador rural, espancando-o e lançando seu corpo inconsciente às feras.[4]
- Em 22 de dezembro de 1988, Fiona Harvey, de 12 anos, de Pietermaritzburg, desapareceu. Uma caminhonete Ford Bantam branca usada em seu sequestro, com anúncio da construtora de Van Rooyen, ligou-no ao crime.
- Em 7 de junho de 1989, Joan Horn, de 12 anos, de Pretória, desapareceu.[1]
- Em julho de 1989, Janet Delport, de 16 anos, de Durban, foi sequestrada por uma mulher loira em um shopping e encontrada mais tarde, assustada, mas ilesa.
- Semanas depois, Rosa Piel, de 9 anos, de Alberton, desapareceu.[1]
- Em 22 de setembro de 1989, Odette Boucher, de 11 anos, e Anne-Mari Wapenaar, de 12 anos, ambas de Kempton Park, desapareceram.[1]
- Em 29 de setembro de 1989, Kobie Wapenaar, mãe de Anne-Mari, recebeu carta da filha afirmando que ela e Odette haviam fugido para Durban com alguns rapazes. A carta de Odette chegou uma semana depois, embora ambas tenham sido postadas em 23 de setembro de 1989 em Durban.
- Em 3 de novembro de 1989, Yolanda Wessels, de 13 anos e sobrinha de Haarhoff, desapareceu.[1]
- Em 11 de janeiro de 1990, Joan Booysen, de 16 anos, de Pretória, foi sequestrada por Haarhoff na Praça da Igreja e levada para a casa de Van Rooyen na rua Malherbe, no bairro Capital Park (25° 43′ 43,5″ S, 28° 11′ 24″ L). Booysen foi algemada, drogada, abusada sexualmente e trancada em um armário. Acredita-se que Van Rooyen e Haarhoff a tenham confundido com alguém mais jovem devido à sua estatura. Ela escapou e alertou a polícia, que colocou a casa sob vigilância e, quatro dias depois, identificou Van Rooyen quando passou de caminhonete branca — a mesma descrita em um dos sequestros. Ao descobrir a fuga, Van Rooyen matou Haarhoff com um revólver calibre .22 antes de cometer suicídio com um revólver .357 Magnum.

Todas as ocorrências acima, exceto o caso de Rosa Piel, foram ligadas a Van Rooyen e Haarhoff por declarações de testemunhas ou provas forenses após as mortes do casal. Na garagem de Van Rooyen, sob o tapete, foram encontrados o endereço e telefone de Odette Boucher, seu distintivo de líder de classe e sua bolsa amarela. Em sua casa, localizaram o endereço e as chaves de Anne-Mari Wapenaar, além dos envelopes e papéis usados nas cartas às famílias.
Em 1996, o Absa Bank doou a antiga casa de Van Rooyen à polícia para que o desaparecimento das meninas fosse investigado. Em 13 de maio de 1996, a polícia demoliu sistematicamente a residência em busca de novas evidências forenses que pudessem oferecer pistas sobre o destino das meninas desaparecidas. O telhado foi removido e aspirado em busca de cabelos e unhas, as paredes foram demolidas, e a cozinha e o quarto principal foram escaneados com equipamentos de sonar para detectar cavidades. A terra do jardim foi peneirada e alguns ossos encontrados, mas patologistas forenses os identificaram como não humanos.
Em fevereiro de 2001, Flippie Van Rooyen, filho de Gert, foi condenado por perjúrio no Tribunal de Pretória. Ele foi acusado de três processos de perjúrio após prestar declarações contraditórias sob juramento relativas às seis meninas desaparecidas. Na época, Flippie já cumpria pena de morte comutada para prisão perpétua pelo assassinato de uma garota zimbabuense de 15 anos, sendo libertado em 2008.
Outro filho, Gerhard, foi condenado a 15 anos de prisão por furto e fraude.
Em junho de 1990, uma cliente da Loja de Tecidos em Midrand encontrou um bilhete escrito a lápis: "I am Anne-Mari. My friend and I are with our kidnappers at (listed an address). My friend has tried to phone, but was cut off."
Em entrevista ao Sunday Times em abril de 1993, a ex-assistente pessoal Debora Sloane disse: "O que me impressionou foi uma menina de cerca de doze anos que entrou na loja pouco antes do bilhete ser encontrado. Ela tinha cabelo curto e preto e parecia muito assustada. Ainda a vejo sentada lá, e me perguntei por que estava tão assustada."
Na mesma semana, Kobie Wapenaar disse ao Saturday Star que "a caligrafia era definitivamente de Anne-Mari — e peritos em grafia confirmaram".
Embora Ray Boucher tenha afirmado que as investigações no endereço indicado não deram resultados, trata-se da única prova de que Anne-Mari e Odette poderiam estar vivas meses após as mortes do casal terem sido confirmadas e seus corpos terem sido cremados.
Em 12 de março de 2007, houve novo interesse no caso após a descoberta de ossadas de adolescente na praia de Umdloti, em KwaZulu-Natal, a cerca de 500 m de um resort frequentado por Van Rooyen e Haarhoff. Testes de DNA não identificaram nenhuma das vítimas.
Grande atenção pública tem sido dada ao caso pela série investigativa de televisão Carte Blanche, que dedicou um episódio ao mistério.
Em novembro de 2007, ossos foram encontrados em uma propriedade ao lado da casa de Van Rooyen em Pretória durante escavações para instalação de uma piscina. Autoridades locais foram alertadas, e peritos forenses da polícia analisaram se os ossos eram humanos.